# حسن زحمتکش
حسن زحمتکش (زاده ۱۳۲۶ در آستارا) سیاست‌مدار اصلاح‌طلب اهل ایران که در دوره دوره ششم مجلس شورای اسلامی نمایندگی مردم آستارا را برعهده داشت. حضور چشمگیر زنان آستارا در انتخابات مجلس ششم اثری تعیین‌کننده در پیروزی حسن زحمتکش داشت.
زحمتکش یکی از استعفا دهندگان مجلس ششم بود که به دلیل ردصلاحیت خیل عظیمی از نمایندگان اصلاح طلب در دوره هفتم، انتخابات را تحریم کرد.  او در آستانه انتخابات مجلس هفتم، با اذعان به تحقق نیافتن مطالبات مردم، از عدم کاندیداتوری خود خبر داد. ۱۳۲ نماینده مجلس ششم از جمله حسن زحمتکش، مدعی شدند که حوزه‌های انتخابیه خود را «فاقد حداقل شرایط رقابت جدی و مؤثر» می‌دانند و «ترکیب کاندیداها در آنها به گونه‌ای تنظیم شده است که نامزدهای اصلی کودتاگران حتی با کمترین آراء به مجلس راه یابند.»

## مطالعه بیشتر
- آورباخ، استوارت (۱۹۸۰). «Iran Cool to Soviet Wooing». واشینگتن پست. دریافت‌شده در ۲۰۱۷-۰۳-۲۹.
- آورباخ، استوارت (۱۹۸۰). «Long, Hot Summer For Iranian Women On Caspian Shore». واشینگتن پست. دریافت‌شده در ۲۰۱۷-۰۳-۲۹.
- وارنینگ، کارتر (۱۹۸۰). «Iran-Soviet Border». لس‌آنجلس تایمز: صفحه ۷. دریافت‌شده در ۲۰۱۷-۰۳-۲۹.
- تاهی، ویلیام (۱۹۸۰). «Tourism Not So Salty on Caspian Sea». لس‌آنجلس تایمز: صفحه ۱۶. دریافت‌شده در ۲۰۱۷-۰۳-۰۴.

| کرسی پارلمانی      | کرسی پارلمانی                                 | کرسی پارلمانی       |
| ------------------ | --------------------------------------------- | ------------------- |
| پیشین: شاپور مرحبا | نماینده آستارا در مجلس شورای اسلامی ۱۳۷۹–۱۳۸۳ | پسین: شاپور مرحبا   |
| مناصب سیاسی        |                                               |                     |
| پیشین: حسین سلطانی | شهردار آستارا ۱۳۵۸–۱۳۵۹                       | پسین: جواد عسگرزاده |